# Diálogos de carmelitas (ópera)

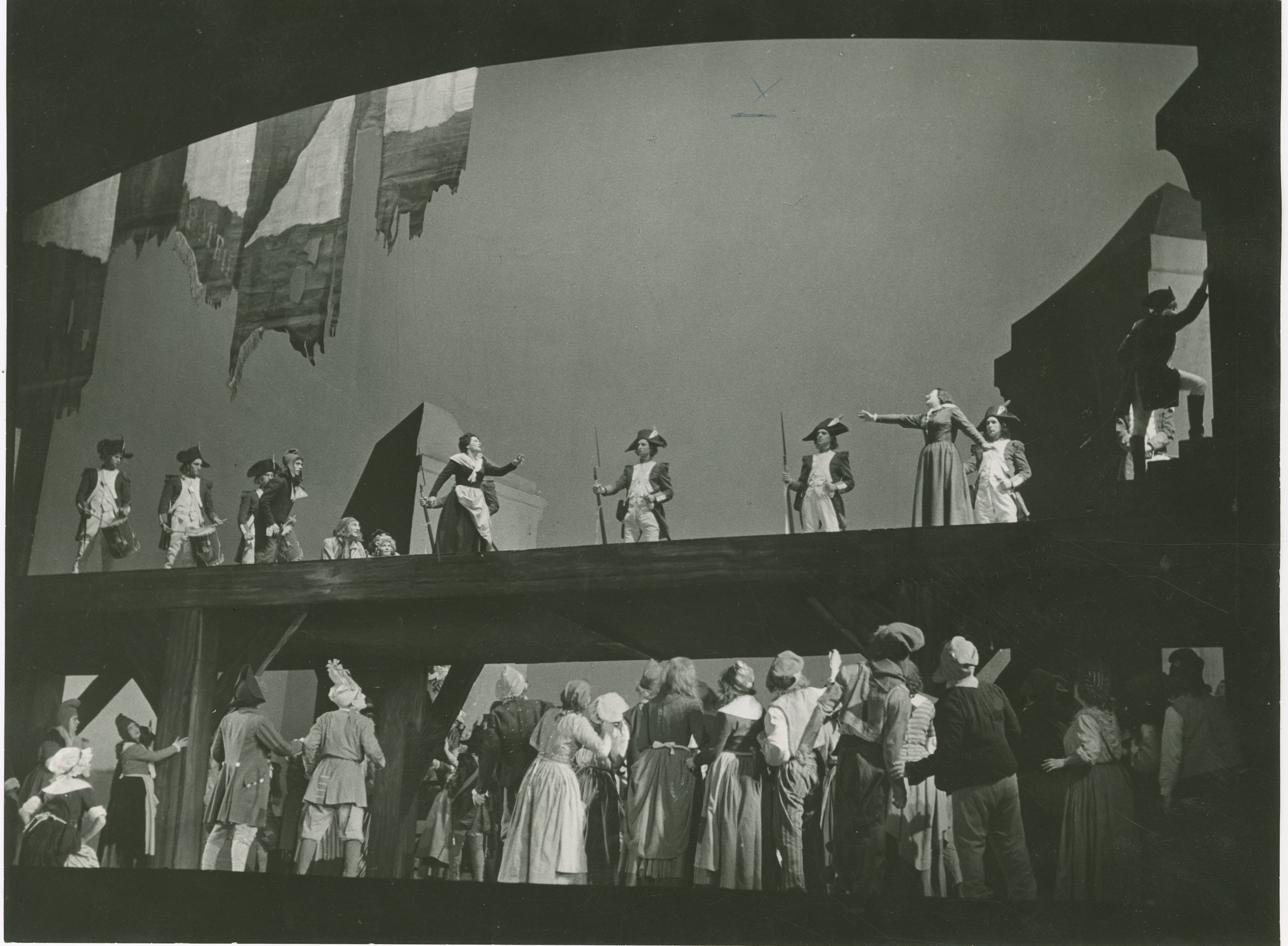
Escena final de la primera producción de La Scala

Diálogos de las carmelitas (título original en francés, Dialogues des Carmélites) es una ópera en tres actos con música de Francis Poulenc y libreto en francés del propio compositor y Emmet Lavery, basado en el texto teatral homónimo de Georges Bernanos, quien a su vez se inspiró en la novela La última del patíbulo o La última en el cadalso, de Gertrud von le Fort. La ópera se estrenó en La Scala de Milán el 26 de enero de 1957.
Diálogos contribuyó a la reputación de Poulenc como un compositor especialmente de bella música vocal. Los diálogos están en gran medida en recitativo, con una línea melódica que sigue estrechamente el texto. Las armonías son suntuosas, con los ocasionales giros arrebatados que son característicos del estilo de Poulenc. Las profundos sentimientos religiosos de Poulenc son particularmente evidentes en el magnífico arreglo a cappella del Ave Maria en el Acto II, escena II, y del Ave Verum Corpus en el Acto II, escena IV. Durante la escena final de la ópera, que tiene lugar en la place de la Nation, el sonido distintivo de la hoja de la guillotina descendiendo se oye repetidamente sobre la orquesta y el canto de las monjas.

## Libreto

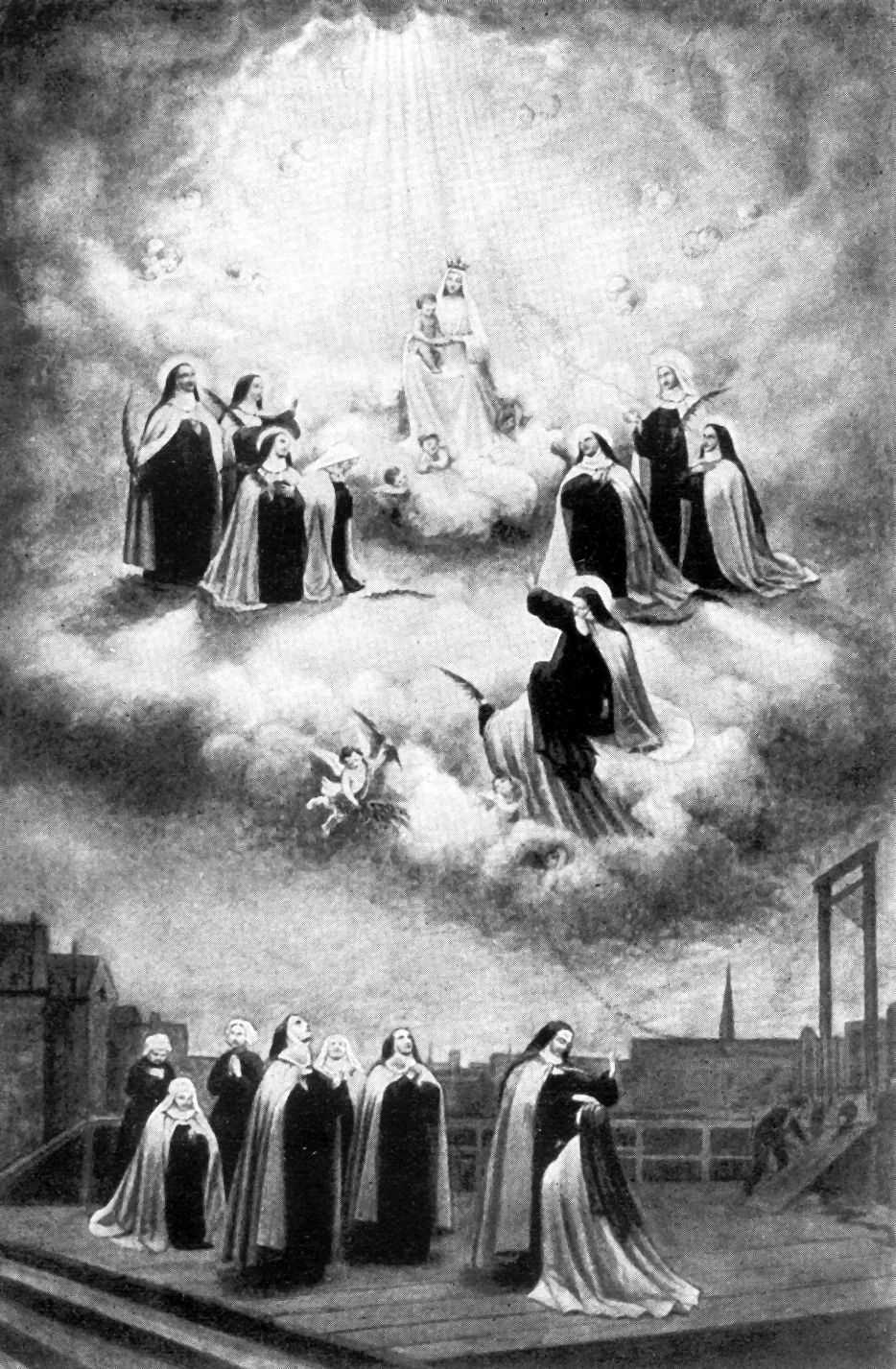
Cuadro realizado por una carmelita anónima que representa la ejecución de las carmelitas de Compiègne

La ópera está basada en los trágicos sucesos que involucraron a una comunidad de monjas carmelitas de la ciudad de Compiègne durante la Revolución francesa (véase mártires de Compiègne). El régimen del terror de Robespierre no sólo prohibió los oficios de esta comunidad en su convento sino que persiguió a sus religiosas, las encarceló y finalmente las llevó a la guillotina el 17 de julio de 1794. Estas dieciséis monjas mártires fueron beatificadas en 1906 por el papa Pío X.
Una de las monjas, la madre María de la Encarnación, pudo escapar de la persecución y escribió un relato de los hechos, el cual inspiró a la escritora alemana Gertrud von Le Fort una novela titulada Die Letzte am Schafott (La última del patíbulo), escrita en 1931.
En dicha novela, la autora crea un personaje central, Blanche de la Force, con el que ella misma se ve identificada, de ahí la similitud con su propio nombre. Esta identificación proviene del hecho que la novela fue escrita en una época en que, asustada ante la marea nazi hostil a los católicos, la autora se refugió en un monasterio.
En 1938, el escritor Georges Bernanos recibió de su amigo el sacerdote Raymond Léopold Bruckberger, una traducción francesa de la novela de Gertrud von le Fort, y en 1947, en sociedad con el cineasta Philippe Agostoni, recurrió a Bernanos para la confección de un guion para una película basada en dicha novela. Bernanos se entusiasmó con la idea, y se abocó muy intensamente al trabajo, pese a su delicado estado de salud, terminándolo en abril de 1948. Tiempo después Bernanos falleció víctima del cáncer, y su trabajo, sin nombre aún, fue titulado Diálogos de carmelitas por el editor.
En un principio se consideró que el guion era poco apto para materializarlo en una película. Sin embargo, en 1960 se produjo el filme con ese título, y con la actuación de Jeanne Moreau en el papel de la madre María de la Encarnación. 
En 1953, M. Valcarenghi solicitó a Francis Poulenc la composición de la música para un ballet de contenido religioso para La Scala en Milán. Sin embargo tal petición no le entusiasmó, y Valcarenghi sugirió como alternativa el guion de Bernanos.
Algunas fuentes señalan como libretista o co-libretista a Emmet Lavery, pero otras sólo dicen "Con el permiso de Emmet Lavery." La composición se extendió entre agosto de 1953 y septiembre de 1955, agregándose luego el trabajo de orquestación, que finalizó en junio de 1957. Se trata de un libreto inusualmente profundo en su estudio psicológico de los caracteres divergentes de la madre Marie de la Encarnación y Blanche de la Force.

## Historia de las representaciones
La ópera fue representada por vez primera en una versión italiana en La Scala el 26 de enero de 1957, con dirección de Nino Sanzogno. Blanche de la Force, Virginia Zeani; Madame de Croissy (anciana priora), Gianna Pederzini; Madame Lidoine (la nueva priora), Leyla Gencer; sor Constance de St. Denis, Eugenia Ratti; madre Marie de la Encarnación, Gigliola Frazzoni.
El estreno de la versión original en francés tuvo lugar el 21 de junio de 1957 por el Théâtre National de l'Opéra de París (la actual Ópera Nacional de París), con Denise Duval, Régine Crespin y Rita Gorr.
En España se estrenó en el Gran Teatro del Liceo de Barcelona el 28 de enero de 1959. En Argentina se estrenó en el Teatro Colón de Buenos Aires en 1965, con Denise Duval, Andrea Guiot, Suzanne Sarroca, Renato Sassola y Helene Bouvier, dirigidos por Jean Fournet.
El estreno en Nueva York fue presentado por la Ópera de la ciudad de Nueva York el 3 de marzo de 1966. En 1977 se estrenó la versión en inglés en el Metropolitan Opera de New York, con Maria Ewing, Régine Crespin, Shirley Verrett y Mignon Dunn, dirigidas por Michel Plasson. En 1987 se transmitió por televisión, con Maria Ewing (Blanche), Régine Crespin (Mme.de Croissy), Jessye Norman (Mme.Lidoine) y Betsy Norden, dirigidas por Manuel Rosenthal. En el Teatro Real de Madrid se representó por primera vez el 8 de junio de 2006.
Esta ópera sigue en el repertorio, aunque no está entre las más representadas; en las estadísticas de Operabase aparece la n.º 88 de las cien óperas más representadas en el período 2005-2010, siendo la 9.ª en Francia y la primera de Poulenc, con 43 representaciones.

## Personajes
| Personaje                                                           | Tesitura     | Elenco del estreno 26 de enero de 1957 (Milán) (Director: Nino Sanzogno) | Versión revisada Elenco del estreno 21 de junio de 1957 (París) (Director: Dervaux) |
| ------------------------------------------------------------------- | ------------ | ------------------------------------------------------------------------ | ----------------------------------------------------------------------------------- |
| Marquis de la Force                                                 | barítono     | Scipio Colombo                                                           | Xavier Depraz                                                                       |
| Chevalier de la Force, su hijo                                      | tenor        | Nicola Filacuridi                                                        | Jean Giraudeau                                                                      |
| Blanche de la Force/Hermana Blanche de la Agonía de Cristo, su hija | soprano      | Virginia Zeani                                                           | Denise Duval                                                                        |
| Thierry, un criado                                                  | barítono     | Armando Manelli                                                          | Forel                                                                               |
| Madame de Croissy, la madre superior del convento                   | contralto    | Gianna Pederzini                                                         | Denise Scharley                                                                     |
| Hermana Constance de St. Denis, una joven novicia                   | soprano      | Eugenia Ratti                                                            | Liliane Berton                                                                      |
| Madre Marie de la Encarnación, priora ayudante                      | mezzosoprano | Gigliola Frazzoni                                                        | Rita Gorr                                                                           |
| M. Javelinot, un doctor                                             | barítono     | Carlo Gasperini                                                          | Max Conti                                                                           |
| Madame Lidoine/Madre Marie de San Agustín, la nueva madre superiora | soprano      | Leyla Gencer                                                             | Régine Crespin                                                                      |
| Madre Jeanne del Niño Jesús, la monja más anciana                   | contralto    | Vittoria Palombini                                                       | Fourrier                                                                            |
| Hermana Mathilde                                                    | mezzosoprano | Fiorenza Cossotto                                                        | Desmoutiers                                                                         |
| Capellán del convento                                               | tenor        | Alvino Manelli                                                           | Forel                                                                               |
| Primer comisionado                                                  | tenor        | Antonio Pirino                                                           | Romagnoni                                                                           |
| Segundo comisionado                                                 | barítono     |                                                                          |                                                                                     |
| Oficial                                                             | barítono     |                                                                          |                                                                                     |
| Carcelero                                                           | barítono     |                                                                          |                                                                                     |
| Carmelitas, oficiales, prisioneros, gente de la ciudad              |              |                                                                          |                                                                                     |

## Argumento
Dividida en tres actos y doce cuadros, la historia tiene lugar en París y el convento carmelita en Compiègne, entre los años 1789 y 1792.

### Acto I
Blanche de la Force, joven aristócrata patológicamente tímida, decide, ante los continuos tumultos de la Revolución francesa, retirarse del mundo e ingresar en un convento. La anciana priora le advierte que la orden carmelita no es un refugio, sino que las monjas tienen el deber de guardar la Orden, sin buscar ningún otro camino. En el convento, la alegre sor Constance le dice a Blanche, y para su gran consternación, que ha tenido un sueño en el que ellas dos morían juntas y dentro de poco tiempo. La priora, que está agonizando, encomienda a Blanche a la madre Marie; se siente aterrorizada ante su próxima muerte, y grita en su delirio que, a pesar de los largos años que ha dedicado a Dios, Él la ha abandonado. Blanche y la madre Marie quedan impresionadas por la muerte de la anciana priora.

### Acto II
Constance y Blanche hablan de la muerte de la priora, comentándole Constance que tanto miedo a morir en la anciana le pareció indigno de ella. El hermano de Blanche, el caballero de la Force, llega para comunicarle que su padre considera que debe dejar el convento, ya que allí no estará protegida, al ser un miembro de la nobleza y además del clero. Pero Blanche lo rechaza, alegando que ha encontrado la felicidad en la orden carmelita. Más tarde, ella admite ante la madre Marie que es el miedo, o el miedo al miedo, como dice su hermano, lo que la impide marcharse. El capellán anuncia que han prohibido que predique, al no haber jurado la constitución civil del clero. Las monjas comentan que es el Terror lo que ahora rige el país, y nadie se atreve a defender a los sacerdotes. La hermana Constance se pregunta si no quedan hombres que puedan defender el país, a lo que la nueva priora le contesta que allí donde faltan sacerdotes, los mártires sobreabundarán. La madre Marie dice que sólo los mártires salvarán a Francia, pero la madre priora la corrige: no pueden ser mártires voluntariamente; el martirio es un regalo de Dios. Entra el comisario 1.º y anuncia que la Asamblea Legislativa ha nacionalizado el convento y sus propiedades, y que las monjas deben abandonar sus hábitos. Cuando la madre Marie consiente, el oficial la insulta por estar tan impaciente por vestirse como el resto de las personas. Ella le replica que las monjas seguirán sirviendo, vistan como vistan. “El pueblo no necesita criados”, proclama el oficial con altanería. “No, pero tiene gran necesidad de mártires”, responde la madre Marie. “En tiempos como los actuales, la muerte no es nada”, dice él. “La vida no es nada”, contesta ella, “cuando está tan degradada”.

### Acto III
En ausencia de la nueva madre superiora, la madre Marie propone que las monjas elijan el martirio. Sin embargo, todas deben estar de acuerdo, o la madre Marie no insistirá. Hay un voto secreto que disiente del martirio, y la hermana Constance dice que es ella quien ha votado en contra del martirio, y que ahora ha cambiado de opinión. Blanche escapa del convento. La madre Marie la encuentra en la biblioteca de su padre. Su padre ha sido guillotinado y han obligado a Blanche a servir a sus antiguos criados. Detienen a todas las monjas y las condenan a muerte. La madre Marie se encontraba lejos. El capellán le dice a la madre Marie que no puede contradecir a Dios y dirigirse voluntariamente al martirio uniéndose a los demás en prisión. Las monjas suben al cadalso cantando Salve Regina, con dignidad y sin temor. En el último momento, Blanche, que estaba escondida entre la multitud, aparece, ante la alegría de Constance. Pero ella también sube a la guillotina, mientras canta los últimos versos del Veni Creator: Deo Patri sit gloria,/ Et Filio, qui a mortuis / Surrexit, ac Paraclito / In saeculorum saecula....

## Análisis
De las tres óperas compuestas por Francis Poulenc, Diálogos de carmelitas es la segunda, y a su vez la más extensa, más importante y más profunda, que contribuyó a su reputación como compositor especialmente dotado para la música vocal.
Indaga en temas como la enfermedad, la intolerancia, el martirio, la muerte y fundamentalmente el miedo, una presencia casi sofocante en toda la obra.
El miedo se presenta como el rasgo más característico de Blanche de la Force, cuyo origen queda asociado con las trágicas circunstancias de su nacimiento, en el que su madre muere al darle a luz en medio de la violencia de una muchedumbre enardecida. El miedo es el que la lleva a ingresar en la orden religiosa del Carmelo, con la esperanza de encontrar allí paz y seguridad.
Sin embargo, más allá de los aspectos psicológicos, el miedo de Blanche es una expresión del terror imperante ante una situación política sumida en la irracionalidad, tal como se refleja en las palabras de sor Matilde del segundo acto: “Todo el mundo tiene miedo. Se contagian el miedo unos a otros, como la peste o el cólera en tiempo de epidemia.”
Pero el miedo es también miedo a la muerte, tal como aparece descarnadamente en la escena de la agonía de la priora, y en la escena final, particularmente en sor Constanza. El mismo miedo a la muerte que Bernanos sentía en los momentos de escribir esta obra, que adquiere de esta manera una dimensión metafísica.
Si bien se trata de una ópera compuesta en el siglo veinte, el lenguaje musical es más bien tradicional, lejos de las tendencias de vanguardia de su época. El mismo Poulenc acotó al respecto: “Mis monjas sólo pueden cantar música tonal. Uds. deben perdonarlas”. Por eso el lenguaje es claramente tonal o modal, con modulaciones refinadas y recursos disonantes reservados a los momentos de mayor intensidad dramática, como el de la muerte de la priora o para acentuar la rudeza del personaje de María de la Encarnación.
Los diálogos son en su mayoría recitativos, con una línea melódica que sigue muy de cerca el texto buscando su máxima comprensibilidad. La orquesta permite en todo momento a los cantantes desplegar claramente el texto, y en este aspecto se acerca al estilo de Pelleas y Melisande de Claude Debussy.
La enunciación de los motivos-guía está a cargo de la orquesta, siguiendo el modelo de la ópera de Debussy. Entre ellos puede citarse el motivo asociado con el viejo mundo aristocrático que termina sucumbiendo con la revolución. Este motivo se escucha por primera vez al comienzo de la ópera, y luego en distintos momentos asociados con el marqués y su casa, con el hermano de Blanche, incluso en la escena de la muerte de la priora, y al final de la ópera.
Los profundos sentimientos religiosos del autor resultan particularmente evidentes en el magnífico canto a capella del Ave Maria en el Acto II, Escena II, y en el Ave Verum Corpus del Acto II, Escena IV. En estos cantos se siente el eco de la música sacra barroca.
Una de las escenas clave de la ópera es la de la muerte de la priora, que entra en trance de agonía y contrariamente a lo que se espera de ella, da muestras de un gran terror. Su tránsito carece de grandeza. Por eso Bernanos pone en boca de la hermana Constance, lo que dará sentido finalmente a la pieza entera: "Se diría que en el momento de darle la muerte el buen Dios se equivocó de muerte, como en el vestuario pueden darnos un abrigo por otro. Sí, debió haber sido la muerte de otra, una muerte no a la medida de nuestra priora, una muerte demasiado pequeña para ella; ni siquiera podía ponerse las mangas...". Ante la pregunta de Blanche sobre el significado de estas palabras, la muchacha se explica: "Quiero decir que esa otra persona, cuando le llegue la muerte, se sorprenderá de penetrar tan fácilmente en ella, y de sentirse tan confortable dentro de los pliegues de su vestido". Justamente ese será el destino de Blanche, que se enfrentará al martirio con una total serenidad de espíritu.
En la magnífica escena final, el coro de monjas entona un Salve Regina mientras esperan ser guillotinadas en la plaza principal. Una a una van cayendo en el escenario al ser decapitadas, y en la partitura podemos apreciar cómo van desapareciendo voces a medida que se van oyendo los golpes de la guillotina en la percusión. Blanche se suma al martirio uniéndose al canto de la última carmelita, sor Constance, quedándose la orquesta muda en un impresionante final.

## Grabaciones

### Discografía
| Año  | Elenco | Director, Teatro y orquesta                                              | Sello discográfico |
| ---- | --- | ------------------------------------------------------------------------ | --- |
| 1958 | Denise Duval, Regine Crespin, Liliane Berton, Rita Gorr, Denise Scharley, Paul Finel, Xavier Depraz, Louis Rialland            | Pierre Dervaux, Coro y orquesta del Teatro Nacional de la Ópera de París | EMI Great Recordings of the Century - 5627512                                                                                    |
| 1961 | Elisabeth Höngen, Hilde Zadek, Christel Goltz, Anneliese Rothenberger, Emmy Loose, Rudolf Knol, Murray Dickie, Harald Pröglhöf | Berislav Klobucar, Coro y orquesta de la Ópera Estatal de Viena          | Ponto - POCD1041 (cantado en alemán como "Die Gespräche der Karmeliterinnen"; grabado en vivo en Viena el 8 de noviembre de 1961 |
| 1980 | Felicity Lott, Régine Crespin, Genevieve Barrial, Jocelyne Chamonin                                                            | Jean-Pierre Marty Orquesta Nacional de Francia                           | Serie Memoire Vive |
| 1991 | Catherine Dubosc, Rachel Yakar, Brigitte Fournier, Rita Gorr, Martine Dupuy                                                    | Kent Nagano Ópera de Lyon                                                | Virgin |
| 2005 | Catrin Wyn-Davies, Ashley Holland, Peter Wedd, Felicity Palmer, Orla Boylan, Dame Josephine Barstow, Sarah Tynan               | Paul Daniel CBE Coro y orquesta de la Ópera Nacional Inglesa             | Chandos Opera - Cat: CHAN3134 (cantado en inglés)                                                                                |

### Videografía
| Año  | Elenco | Director, Teatro y orquesta                                                              | Sello |
| ---- | --- | ---------------------------------------------------------------------------------------- | --- |
| 2000 | Anne-Sophie Schmidt, Nadine Denize, Hedwig Fassbender, Patricia Petibon, Valérie Millot, Laurence Dale, Didier Henry                           | Jan Latham-Koenig Coro de la Ópera Nacional del Rin, Orquesta Filarmónica de Estrasburgo | DVD Video: Arthaus Musik - 100004; formato NTSC: Arthaus Musik - 100019                                            |
| 2004 | Dagmar Schellenberger, Anja Silja, Danilo Serraiocco, Francesco Musinu, Barbara Dever, Laura Aikin, Christopher Robertson                      | Riccardo Muti Coro y orquesta del Teatro de La Scala, Milán                              | DVD Video: Grabación en vivo en el Teatro Degli Arcimboldi, Milán; Arthaus Musik - 107315                          |
| 2008 | Alexia Voulgaridou, Wolfgang Schöne, Ni kolai Schukoff, Kathryn Harries, Anne Schwanewilms, Gabriele Schnaut                                   | Simone Young Orquesta Estatal de Hamburgo                                                | DVD (filmado en vivo en la Ópera Estatal de Hamburgo) Arthaus Musik - 101493; Blu-ray Disc: Arthaus Musik - 101494 |
| 2010 | Alain Vernhes, Susan Gritton, Bernard Richter, Sylvie Brunet, Soile Isokoski, Susanne Resmark, Hélène Guilmette, Heike Grötzinger, Anaïk Morel | Kent Nagano Orquesta Estatal de Baviera, Coro de la Ópera Estatal de Baviera             | DVD (filmado en HD en la Ópera Estatal de Baviera, Múnich); Blu-ray: Bel Air Classiques - BAC461                   |

FuentePresto Classical